# 북마케도니아 축구 연맹
북마케도니아 축구 연맹(마케도니아어: Фудбалска Федерација на Македонија; 영어: Football Federation of Macedonia; FFM)은 스코페에 본부를 둔 북마케도니아의 축구 관리 기관이다.

## 역사
FFM은 제2차 세계 대전 이후 1949년 8월 14일, 스코페에서 당시 유고슬라비아의 구성 국가였던 마케도니아 사회주의 공화국가 설립된 후 유고슬라비아 축구 협회의 일원으로 공식적으로 설립되었다. 최초의 축구 부서는 스코페의 스포츠 협회의 일원으로 설립되었고, 축구 부분은 1948년 8월 16일에 분리되었다. 1949년부터 2002년까지 마케도니아 축구 협회(마케도니아어: Фудбалски Сојуз на Македонија)로 불렸다. 1994년 FFM은 FIFA와 UEFA의 회원이 되었다. 초대 회장은 류비사브 이바노프징고였다. 안드온 돈체프스키는 FFM에 의해 북마케도니아 국가대표팀의 초대 감독으로 임명되었다.

## 문장
노란색 바탕 뒤에 있는 북마케도니아의 국기. 아래는 축구공 위에 노란색 FFM 키릴 문자가 있는 파란색 문장이다.
2014년 3월 22일, FFM은 새로운 문장을 발표했다.